# Susana Martínez-Conde
Susana Martínez-Conde (La Corunya, 1 d'octubre de 1969) és una neurocientífica i escriptora.

## Carrera
Martínez ha exercit com a docent d'oftalmologia, neurologia, fisiologia i farmacologia en la Universitat Estatal de Nova York i en el Centre Mèdic Downstate, on dirigeix el Laboratori de Neurociència Integrativa. Anteriorment va dirigir laboratoris a l'Institut Neurològic Barrow i en l'University College de Londres. És reconeguda pels seus estudis sobre il·lusions, moviments oculars i percepció, trastorns neurològics i desorientació de l'atenció en la màgia escènica.
Gran part de la recerca de Martínez-Conde se centra en com els nostres cervells creguin il·lusions perceptives i cognitives en la vida diària. Ha estudiat la il·lusió de les Serps Giratòries, la il·lusió de l'Enigma d'Isia Leviant.